# 2017年亚洲冬季运动会奖牌榜
2017年亚洲冬季运动会，正式名称为第八届亚洲冬季运动会，是一项国际综合性体育赛事，于2017年2月19日至26日在日本札幌举行，其中冰壶和冰球的一些预赛在19日之前就已开始。该届赛事原定于2015年举行，但后来调整至2018年冬奥会前一年举办。本届亚冬运共有代表32个国家和地区奥委会的1147名运动员参赛，打破了上届在哈萨克斯坦的阿斯塔纳和阿拉木图创下的26个国家和地区奥委会参赛的纪录。印度尼西亚、斯里兰卡、东帝汶、土库曼斯坦和越南首次参加亚洲冬季运动会。澳大利亚和新西兰则作为嘉宾选手身份参赛，因此没有获奖资格。本届赛事共设有11个大项、64个小项，其中班迪球和滑雪定向两个项目被取消。
共有来自五个国家和地区奥委会的运动员在本届亚冬会上获得了至少一枚奖牌，其中四个国家和地区奥委会赢得了至少一枚金牌。东道主日本队表现最为出色，获得27枚金牌和74枚奖牌，均为本届赛事最多。哈萨克斯坦的冬季两项运动员加麗娜·維什涅夫斯卡、日本的越野滑雪运动员小林由贵與韩国的速滑选手李承勋并列成为本届赛事中获得金牌最多的个人选手，各赢得了四枚金牌。此外，哈萨克斯坦的冬季两项选手扬·萨维茨基、日本的越野滑雪选手伦廷阳、韩国的短道速滑选手崔珉祯、日本的速滑选手高木美帆與韩国的金宝凛也各自获得了四枚奖牌，并列为奖牌总数最多的个人选手。

## 奖牌设计
奖牌设计于2016年12月21日公布，采用钻石切割工艺制作，上面的三颗星呈弧形，形似冰块。这三颗星象征着运动员是“希望之星”，而奖牌的表面则代表北海道冬季的清新空气以及当地的冰雪景象。奖牌直径为55毫米，厚度为4.5毫米。三种奖牌的重量各不相同，分別为金牌109.1克，银牌107.1克，最轻的铜牌为87.9克。

## 奖牌榜
奖牌榜基于亚洲奥林匹克理事会提供的信息，并与国际奥委会在其发布的奖牌榜中的常规排序方法一致。该榜采用奥运会奖牌榜的排序方法。默认情况下，奖牌榜按每个国家/地区运动员获得的金牌数排序，其中“国家/地区”是指由国家/地区奥委会代表的实体。接下来依次排列银牌和铜牌数。如果各项奖牌数量相同，则名次并列，并按国家名称的字母顺序排列。
  *   主办国家/地区（日本）
| 排名                     | 国家 / 地区              | 金牌 | 銀牌 | 銅牌 | 总计 |
| ------------------------ | ------------------------ | ---- | ---- | ---- | ---- |
| 1                        | 日本*                    | 27   | 21   | 26   | 74   |
| 2                        | 韩国                     | 16   | 18   | 16   | 50   |
| 3                        | 中国                     | 12   | 14   | 9    | 35   |
| 4                        |                          | 9    | 11   | 12   | 32   |
| 5                        | 朝鲜                     | 0    | 0    | 1    | 1    |
| 总计（共5个国家 / 地区） | 总计（共5个国家 / 地区） | 64   | 64   | 64   | 192  |